# Audrey Chauveau
 (février 2015).
Si vous disposez d'ouvrages ou d'articles de référence ou si vous connaissez des sites web de qualité traitant du thème abordé ici, merci de compléter l'article en donnant les références utiles à sa vérifiabilité et en les liant à la section « Notes et références ».
Audrey Chauveau est une comédienne française et animatrice de télévision, née à Versailles (Yvelines).

## Biographie
Du 3 octobre 2006 au 26 septembre 2007, elle  anime Club et L'Alternative Live sur M6 puis de décembre 2006 à février 2007, joue dans Un an de shopping sur Téva. Elle anime ensuite, de décembre 2006 à septembre 2007, M6 Music Live sur M6 et de janvier à septembre 2008, est journaliste et animatrice pour www.onlylady.fr.
D'avril à octobre 2009, elle est présentatrice et journaliste pour la météo sur M6 et voix off pour la météo de M6 et W9. En octobre 2009, elle anime Les 25 ans du TOP 50 avec Marc Toesca en première partie de soirée sur France 2. D'octobre 2009 à octobre 2010, elle présente le JT: Les News et in magazine culturel: Tendances Culture sur MCE Tv.
Le 24 décembre 2009, elle anime pour la soirée de Noël: La télé est à vous ! avec Stéphane Bern en première partie de soirée sur France 2. Le 26 janvier 2010, elle participe au Concert en faveur d'Haïti au Zenith de Paris, présente seule et avec Philippe Durand.
De janvier à mars 2010, elle anime Drôle de 13 heures ! en quotidienne sur France 3. Elle est la porte-parole de la France lors du concours Eurovision de la chanson 2010 en direct sur France 3, où elle annonce les votes français. Elle anima pendant l'été 2010, le jeu La télé est à vous ! avec Stéphane Bern en quotidienne sur France 2.
Le 13 juillet 2010, elle présente Le Concert de la Diversité Place de la Bastille à Paris, en direct et en prime sur France 2 et France Ô.  Lors du même été, elle anime Les Étés de France Ô le Mag en quotidienne tout l'été sur France Ô.
De septembre à novembre 2010, elle anime le mag de l'humour: Les Bêtises du samedi tous les samedis à 18 h 5 sur France 2 puis d'octobre 2010 à janvier 2014 anime le 1er Talent Show mis en place à la télévision française, Dance Street tous les vendredis en première partie de soirée sur France Ô. (4 saisons)
Le 23 octobre 2010, elle anime le duplex avec Patrick Sabatier pour l’émission Sardou en questions en première partie de soirée sur France 2. et le 19 novembre 2010, Les Trophées des arts afro-caribéens sur France 2 et France Ô.
Elle participe le 17 décembre 2010 au Grand Défi des Animateurs présenté par Julien Courbet en première partie de soirée sur France 2 et arrive 2e. Le 18 décembre 2010, elle anime Les Rois du bêtisier en première partie de soirée sur France 2 et le 24 décembre 2010, pour la soirée de Noël, La télé est à vous ! avec Stéphane Bern en première partie de soirée sur France 2.
Du 28 janvier au 4 février 2011, elle devient Membre du Jury du FEMI, catégorie Long Métrage. Le 12 mai 2011, elle présente la demi-finale du concours Eurovision de la chanson 2011 sur France Ô. En juillet 2011, elle participe à Fort Boyard spécial Célébrités, pour l'association « Le blé de l'espérance ».
Elle anime la spéciale Festival de Jazz de Vienne en direct sur France Ô le 13 juillet 2011 et en août, participe à Partez tranquilles, France 2 s'occupe de tout ! où elle devient marin-pêcheur pour l'occasion.
Le 27 août 2011, elle anime Îles étaient une fois en chansons en première partie de soirée sur France 2, accompagnée de la chanteuse Shy'm à l'occasion de l'année de l'outre-mer. Le 27 août 2011, elle présente le concert Le Grand RamDam en direct de la Villette à Paris et en première partie de soirée sur France Ô.
Le 5 septembre 2011, elle anime Rire ensemble contre le racisme au Grand Rex qui est diffusé le 10 septembre en première partie de soirée sur France 2 puis, le 12 septembre 2011, anime pour la seconde fois Les Trophées des arts afro-caribéens avec Sébastien Folin au théâtre du Châtelet.
En mai 2012 et 2013, elle présente (en compagnie de Bruno Berberes) la 2e demi-finale du concours Eurovision de la chanson 2013 (qui se déroule en direct de Malmö), sur France ô. En 2013, comme beaucoup d'animateurs télé, elle participe à Toute la télé chante pour le Sidaction sur France 2.
Le 3 juin 2013, elle participe à Fort Boyard, pour l'association « Les Matelots de la vie » (l'émission est diffusée le 10 août 2013) et le 1er juillet 2013, présente pour la seconde fois la spéciale Festival de Jazz à Vienne en direct sur France Ô.
Depuis novembre 2014,elle anime le magazine Copains comme cochons où elle traverse la France à la rencontre d'enfants qui ont un lien particulier avec des animaux sur Gulli. De septembre 2014 à juillet 2015 elle a co animé la Matinale Radio d' MFM Radio de 6 h à 10 h, Le reveil malin (102.7 à Paris)

### Vie privée
Audrey Chauveau partage sa vie avec Dominique Pedri, frère de l'homme d'affaires et musicien Jean-Roch. En octobre 2016, il est annoncé que le couple attend son premier enfant. Le 20 janvier 2017, elle donne naissance à leur premier enfant, une petite fille prénommée Pia Pedri. Le 23 janvier 2019, elle donne naissance à leur deuxième enfant.

## Animation
- 2006-2007 : Club sur M6
- 2006-2007 : L'Alternative Live sur M6
- 2006-2007 : Un an de shopping sur Téva
- 2006-2007 : M6 Music Live sur M6
- 2009 : Météo sur M6
- 2009 : Les 25 ans du Top 50 avec Marc Toesca sur France 2
- 2009-2010 : La télé est à vous ! avec Stéphane Bern sur France 2 (Noël)
- 2010 : Drôle de 13 heures ! sur France 3
- 2010 : La télé est à vous ! avec Stéphane Bern sur France 2
- 2010 : Le Concert de la diversité (Place de la Bastille à Paris), retransmis sur France 2
- 2010 : Les Étés de France Ô le Mag sur France Ô
- 2010 : Les Bêtises du samedi  sur France 2
- 2010-2014 : Dance Street sur France Ô
- 2010 : Sardou en questions avec Patrick Sabatier sur France 2
- 2010-2011 : Les Trophées des arts afro-caribéens sur France Ô avec Sébastien Folin
- 2010 : Les Rois du bêtisier sur France 2
- 2011 : demi-finale du concours Eurovision de la chanson 2011 sur France Ô
- 2011 : Festival de Jazz de Vienne sur France Ô
- 2011 : Îles étaient une fois en chansons sur France 2 avec Shy'm
- 2011 : Le Grand RamDam sur France Ô.
- 2011 : Rire ensemble contre le racisme sur France 2
- 2012-2013 : la 2e demi-finale du concours Eurovision de la chanson sur France Ô.
- 2013 : Festival de Jazz à Vienne sur France Ô
- 2014 : Copains comme cochons sur Gulli
- 2021 : Voix des Outre-mer sur Culturebox

## Filmographie

### Télévision
- 2015 : Accusé - saison 1 épisode 4 L'histoire de Sophie, série diffusée sur France 2. Adapté de la BBC. Julien Despaux et Didier Bivel
- 2006 : Un an de shopping - programme court diffusé sur Teva

### Cinéma
- 2017 : Des amours, Désamour - jeux d'aimants - de Dominic Bachy
- 2013 : Inertia - de Julien Rey

### Court-métrage
- 2013 : La Menace d'une rose - de Thomas Lhermitte
- 2013 : Phanerotime - de Biagina Fadale

## Concerts
- 2013 : Duo avec Nicoletta : Mamy Blue' au théâtre Marigny

## Discographie
- 2012 : Featurings sur l’album Obscur étrange d'Emmanuel Trep Kormann